# Liste de sports de fiction
 (juillet 2015).
Si vous disposez d'ouvrages ou d'articles de référence ou si vous connaissez des sites web de qualité traitant du thème abordé ici, merci de compléter l'article en donnant les références utiles à sa vérifiabilité et en les liant à la section « Notes et références ».
Cette page recense les sports de fiction, inventés pour les besoins d'un film, d'un roman, d'une bande dessinée ou de toute autre création. Dans quelques cas, le sport fictif a ensuite donné lieu à de véritables adaptations dans la vie réelle.

## Sports de fiction par nom
- BASEketball : mélange de basket-ball et de baseball, joué dans le film du même nom sorti en 1998.
- Blitzball : sport ressemblant au hockey subaquatique[1], mélange de handball, de football et de water polo, dans le jeu vidéo Final Fantasy X.
- Biche-volley[2],[3] : dans le film RRRrrrr!!! (2004), c'est un ancêtre préhistorique du beach-volley dans lequel le ballon est un cadavre de biche dont la panse a été remplie d'air.
- Boufbowl : sport développé dans la série manfra Dofus et les œuvres dérivées, dont la série dérivée Boufbowl et le film d'animation Dofus, livre 1 : Julith[4].
- Calvinball : jeu sportif inventé dans la bande dessinée Calvin et Hobbes, se jouant avec un masque et une balle[5],[6].
- Chessboxing : sport hybride qui mélange boxe anglaise et jeu d'échecs, inventé par Enki Bilal dans l'album de bande dessinée Froid Équateur en 1992, qui a ensuite donné lieu à de véritables rencontres, dont la première organisée par Iepe Rubingh en 2003.
- Course à la mort de l'an 2000 ou Course à la mort (Death Race en anglais) : course automobile transcontinentale dans le film du même nom sorti en 1975. Cette course est reprise dans le remake Course à la mort (2008) puis dans la préquelle Death Race 2 (2011) et la suite Death Race: Inferno (2012).
- Gungi : variante du jeu de shōgi où les pièces peuvent se superposer, créé par Yoshihiro Togashi dans le manga Hunter × Hunter.
- Jugger : mélange d'escrime, de football et de handball, inspiré d'un film à l'univers post apocalyptique, The Blood Of Heroes, sorti en 1990.
- Motorball : sport fictif joué dans le manga Gunnm et le film qui en est dérivé, Alita: Battle Angel ; il s'agit d'une course de roller où il faut attraper une « motorball », une sorte de sphère en acier de 40 kg dont les caractéristiques rendent la trajectoire peu prévisible, avant de passer la ligne d'arrivée[7].
- Pyramide : sport collectif dans la série télévisée Battlestar Galactica, mélange de rugby à XV, de basket-ball, et de handball.
- Quidditch : sport joué dans la saga Harry Potter. Une adaptation sans magie a été créée par la suite dans la réalité, appelée quidditch moldu ou quidditch au sol.
- Rollerball : sport joué dans le film du même nom sorti en 1975 ainsi que dans son remake en 2002.
- Rug-ball : mélange violent de football américain et de baseball, joué dans le manga Cobra.
- Speedball : mélange de football américain et de handball, dans les jeux vidéo du même nom.
- Stride : mélange de course de relais et de parkour dans la série de romans Prince of Stride.